# Alexandre Vinet
Alexandre Rodolphe Vinet (alrededores de Lausanne 17 de junio de 1797 - Clarens, Vaud, 4 de mayo de 1847) fue un crítico y teólogo suizo.
Educado para el ministerio protestante, se ordenó en 1819, cuando ya era profesor de lengua francesa y literatura en Basilea; a lo largo de su vida se dedicará tanto a la profesión de crítico literario como la de teólogo. La primera de estas profesiones lo puso en contacto con Augustin Sainte-Beuve, para el cual obtuvo una invitación de dar una conferencia en Lausanne, que condujo a su famoso trabajo sobre Port-Royal.
El Chrestomathie française de Vinet (1829), sus Études sur la littérature française au XIXe siècle (1840-51), y su Histoire de la littérature française au XVIIe siècle, junto con sus Études sur Pascal, Études sur les moralistes aux XVe et XVIe siècles, Histoire de la prédication parmi les Réformes de France y otros trabajos relacionados dieron evidencia de un amplio conocimiento de la literatura, el juicio literario agudo y facultad distinguida de aprecio. 
Como teólogo Vinet dio un impulso fresco a la teología protestante, especialmente en tierras francófonas, pero también en Inglaterra y otras partes. Lord Acton lo clasificó con Richard Rothe. Su filosofía confiaba fuertemente en la conciencia, definida como aquello que permite al hombre permanecer en una relación directa y personal con Dios; esta conciencia gobierna la moral y nada ni nadie tiene derecho a infringir la conciencia del individuo. Asimismo abogó por la libertad completa de creencia religiosa, y con este fin la separación formal de la Iglesia y del Estado (Mémoire en faveur de la liberté des cultes (1826), Essai sur la conscience (1829), Essai sur la manifestation des convictions religieuses (1842).

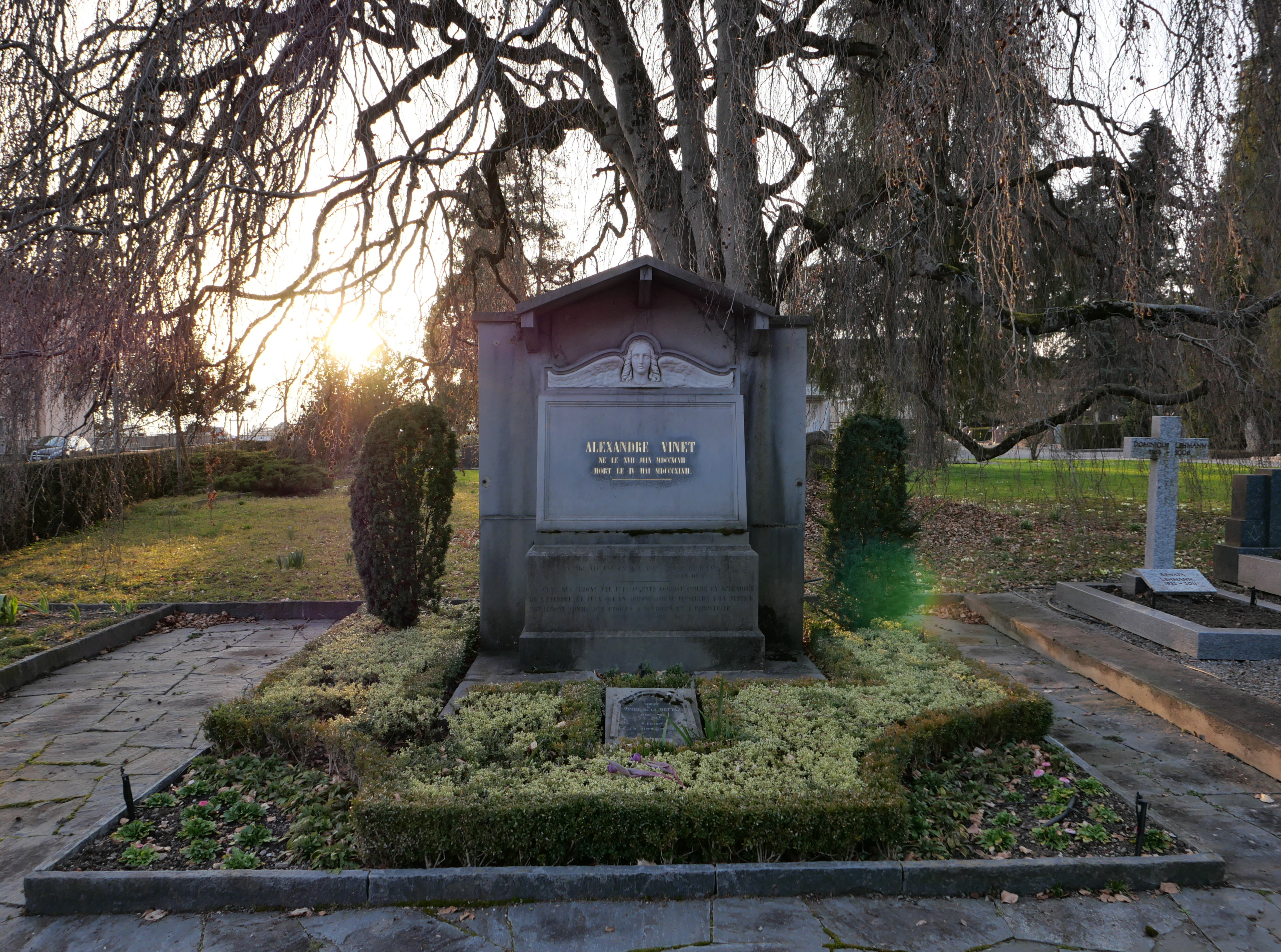
La tumba de Vinet y su esposa Sophie Germaine Auguste, de soltera de la Rottaz (1796-1882), que también era su prima, en el cementerio de Clarens. La pareja tuvo dos hijos: Stéphanie y Auguste.

Por consiguiente, cuando en 1845 el poder civil en el cantón de Vaud interfirió en la autonomía de la iglesia, Vinet condujo una secesión que tomó el nombre de L'Église libre. Pero ya a partir de 1831, cuando publica su Discours sur quelques sujets religieux (Nouveaux discours, 1841) Vinet había comenzado a ejercer una influencia de liberalización que profundizaba en el pensamiento religioso más allá de su propio cantón, acercando la doctrina tradicional a la prueba de una experiencia personal de su vida
En esto, Vinet se asemejó a FW Robertson, como también en el cambio que él introdujo en estilo del púlpito y en la permanencia de su influencia. Vinet murió en Clarens (Vaud). Una parte considerable de su trabajo no fue impresa hasta después de su muerte.
Su vida fue escrita en 1875 por Eugène Rambert, quien reeditó el Chrestomathie en 1876.